# Thisbe lycorias
Thisbe lycorias is een vlindersoort uit de familie van de prachtvlinders (Riodinidae), onderfamilie Riodininae.
Thisbe lycorias werd in 1853 beschreven door Hewitson.